# کورنل، شهرستان مودوک، کالیفرنیا
کورنل (به انگلیسی: Cornell) یک منطقهٔ مسکونی در ایالات متحده آمریکا است که در شهرستان مودوک، کالیفرنیا واقع شده‌است. کورنل ۱٬۲۵۷ متر بالاتر از سطح دریا واقع شده‌است.